# Barrage de Qiz Qalasi
Le barrage de Qiz Qalasi ou barrage de Giz Galasi est un barrage hydroélectrique situé sur la rivière Araxe à la frontière entre l'Azerbaïdjan et l'Iran, en contrebas du barrage de Khoda Afarin.

## Histoire
Le 19 mai 2024, le barrage est inauguré en présence du président azerbaïdjanais Ilham Aliyev et du président de la république islamique d'Iran Ebrahim Raïssi. Peu après, alors que le président iranien rentre en Iran à bord d'un hélicoptère, l'appareil s'écrase et l'accident ne laisse aucun survivant.